# ایشتوان یونیر

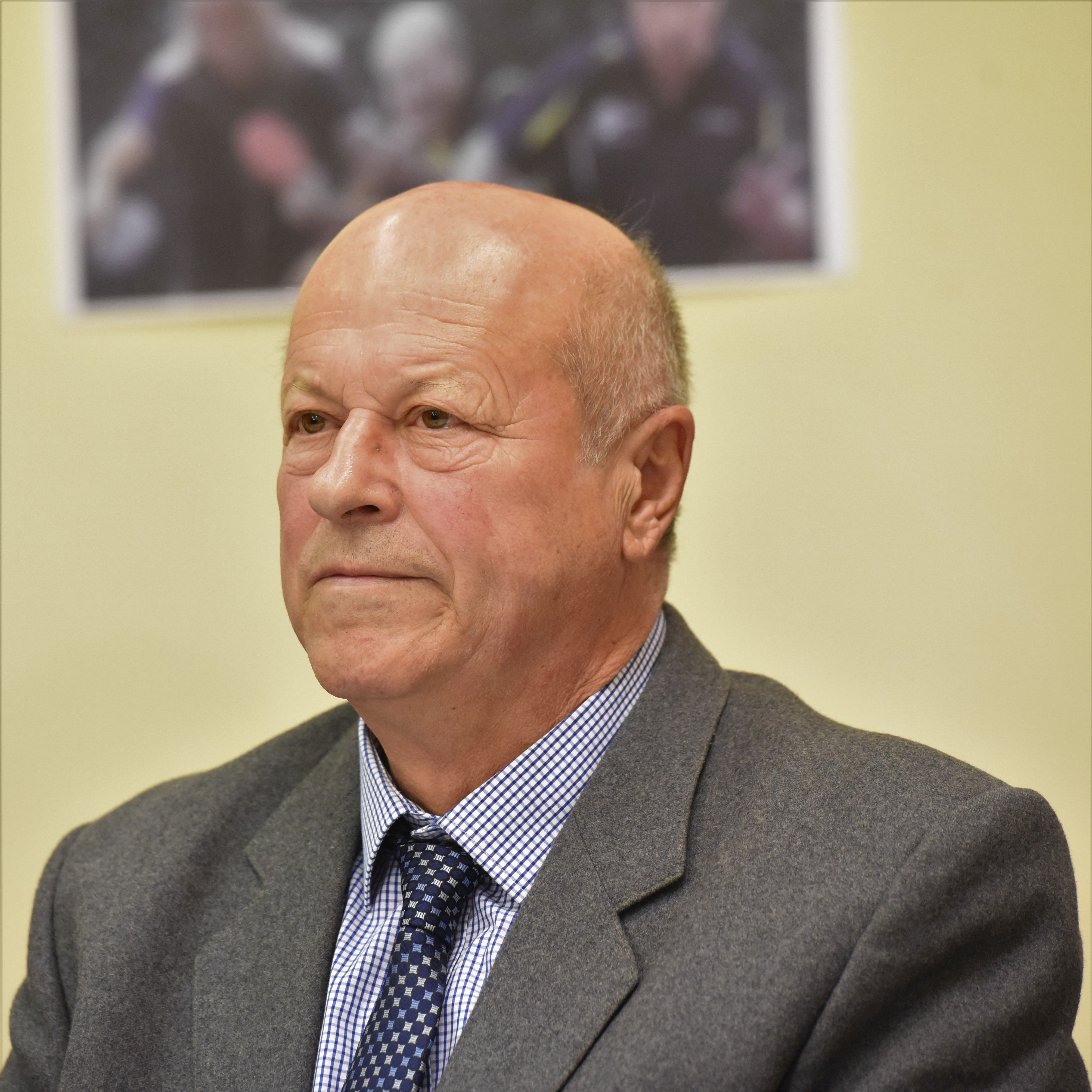
ایشتوان یونیر (انگلیسی: István Jónyer؛ زادهٔ ۱۹۵۰) یک بازیکن تنیس روی میز اهل مجارستان است.

ایشتوان یونیِر (مجاری: Jónyer István؛ زادهٔ ۱۹۵۰) یک بازیکن تنیس روی میز اهل مجارستان است. 
وی در مسابقات کشوری و بین‌المللی در مجموع برنده ۸ مدال طلا، ۷ مدال نقره، ۶ مدال برنز شده‌است.